# Pavements
Pavements ist ein experimenteller Musikfilm von Alex Ross Perry. Es handelt sich um ein Hybrid aus Dokumentar- und Spielfilm, das Biopic, Konzertfilm und fiktionale Elemente (Mockumentary) vermischt. Pavements thematisiert die US-amerikanische Indie-Rockband Pavement, die von 1989 bis 1999 existierte und seit 2022 wieder auftritt. Deren fünf Mitglieder werden im Spielfilmteil von Nat Wolff, Fred Hechinger, Logan Miller, Griffin Newman und Joe Keery verkörpert. Weitere Schauspieler sind Michael Esper, Jason Schwartzman, Tim Heidecker, Zoe Lister-Jones und Kathryn Gallagher. Der Film feierte Anfang September 2024 bei den Internationalen Filmfestspielen von Venedig seine Premiere und soll Anfang Juni 2025 in die US-Kinos kommen.

## Inhalt

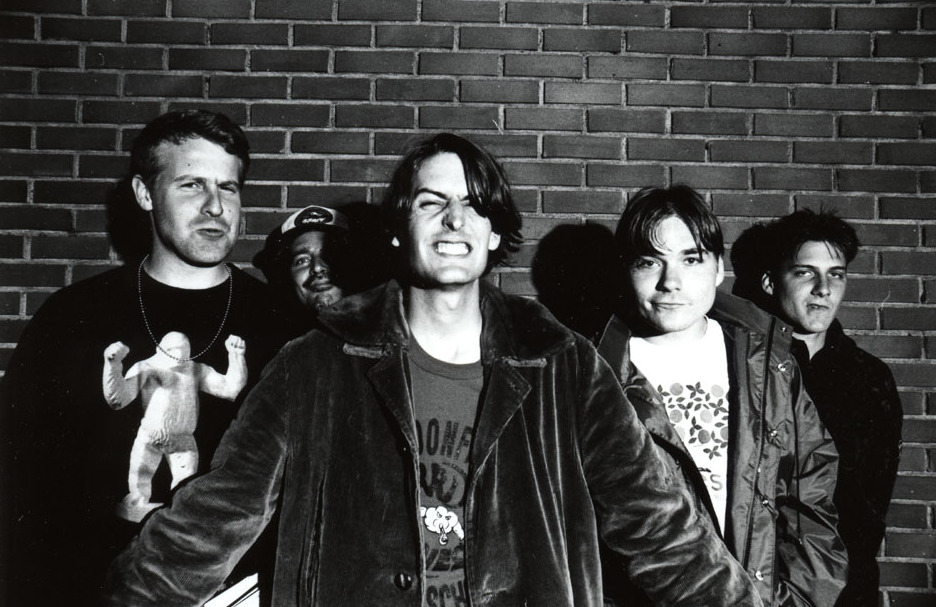
Bob Nastanovich, Gary Young, Stephen Malkmus, Mark Ibold und Scott Kannberg vier Jahre nach der Gründung von Pavement im Jahr 1993. Im selben Jahr wurde Young von Steve West abgelöst.

Der Film kombiniert Elemente eines Dokumentarfilms mit einer Biografie der Band Pavement und verwendet hierzu Archivmaterial, unter anderem von deren Reunion-Tourneen. Außerdem enthält er Momente aus Slanted! Enchanted! A Pavement Musical, einem Jukebox-Musical benannt nach dem Debütalbum der Band mit der Musik von Pavement, das 2022 in New York aufgeführt wurde.

## Produktion

### Filmstab und begleitende Wanderausstellung
Regie führte Alex Ross Perry, der gemeinsam mit Pavement-Sänger Stephen Malkmus auch das Drehbuch schrieb.
Begleitend zur Produktion des Films entstand eine Wanderausstellung mit dem Titel Pavements 1933-2022: A Pavement Museum, die aus echten und fingierten Artefakten der Bandgeschichte besteht.

### Besetzung
Michael Esper wurde für die Hauptrolle gecastet und spielt Essem, den aufstrebenden Musiker aus dem Musical. Esper spielte zuvor in kleineren und größeren Rollen in Filmen wie Resurrection, Beau Is Afraid, The Creator oder Frances Ha sowie in Serien, darunter Fallout und Ray Donovan. Tim Heidecker spielt Gerard Cosloy, einen der Manager von Homestead Records. Jason Schwartzman spielt seinen Kollegen Chris Lombardi, der auch Matador Records gründete. Außerdem sind im Film Zoe Lister-Jones als Anne und Kathryn Gallagher als Loretta zu sehen.

### Filmmusik
Der Film verwendet Musik von Pavement. Die Filmkomponisten Keegan DeWitt und Dabney Morris, die bereits früher für Perry tätig waren, arbeiteten an den Arrangements und kontextualisierten die Indie-Rock-Songs in die Sprache des großen Broadway-Musicals. DeWitt hatte zuvor bereits für Musikfilme wie Morris aus Amerika und Herzen schlagen laut gearbeitet. Das Soundtrack-Album mit insgesamt 41 Musikstücken wurde Anfang Juni 2025 von Matador Records als Download veröffentlicht. Dieses enthält neben Live- auch Probenaufnahmen der Reunion-Tour 2021 von Pavement, Aufnahmen aus dem Jukebox-Musical „Slanted! Enchanted!“, Musikstücke aus dem Fake-Biopic „Range Life“ sowie Dialogausschnitte aus dem Film. Eine physische Veröffentlichung ist ebenfalls in Planung.

### Veröffentlichung
Die Premiere von Pavements fand am 4. September 2024 bei den Internationalen Filmfestspielen von Venedig statt, wo der Film in der Sektion Orizzonti Extra gezeigt wurde. Im Nachgang sicherte sich Utopia die Vertriebsrechte. Ende September, Anfang Oktober 2024 wurde Pavements beim New York Film Festival vorgestellt und hiernach beim London Film Festival, beim South by Southwest Film Festival Sydney, beim Chicago International Film Festival und beim AFI Fest. Ende Oktober 2024 wurde der Film auch bei der Viennale gezeigt. Im Januar 2025 wurde er beim Göteborg International Film Festival vorgestellt und im März 2025 beim Manchester Film Festival. Mubi erwarb die Verleihrechte für Kanada und mehrere europäische Länder, darunter Deutschland und Frankreich. Im April 2025 erfolgten Vorstellungen beim Miami Film Festival. Der US-Kinostart ist am 6. Juni 2025 geplant. Ende Juni, Anfang Juli 2025 sind Vorstellungen beim Filmfest München geplant. Im Juli 2025 wird er beim Revelation Perth International Film Festival gezeigt.

## Rezeption

### Kritiken
Von den bei Rotten Tomatoes aufgeführten Kritiken sind 98 Prozent positiv.
Metacritic berechnet für Pavements einen Metascore von 79 von 100 möglichen Punkten.

### Auszeichnungen
Cinema Eye Honors Awards 2024
- Nominierung für den Publikumspreis in der Sektion Heterodox[21]

Filmfest München 2025
- Nominierung im Wettbewerb CineRebels[17]

Internationale Filmfestspiele von Venedig 2024
- Nominierung für den Venice Horizons Award

Virginia Film Festival 2024
- Auszeichnung für die Beste Regie (Alex Ross Perry)[22]